# Milady (téléfilm, 2004)
Pour les articles homonymes, voir Milady.
Pour plus de détails, voir Fiche technique et Distribution.
Milady est un téléfilm français réalisé par Josée Dayan, diffusé en 2004.

## Synopsis
Petite fille, Charlotte Backson voit ses parents assassinés par des fanatiques religieux. Envoyée dans un couvent par sa grand-mère, elle s'en échappe en séduisant un prêtre. Plus tard, elle deviendra Milady de Winter...

## Fiche technique
- Titre : Milady
- Réalisation : Josée Dayan
- Scénario : Catherine Clément et Éric-Emmanuel Schmitt d'après le roman d'Alexandre Dumas
- Production : Jean-Luc Azoulay et Josée Dayan
- Musique : Bruno Coulais
- Photographie : Ennio Guarnieri
- Montage : Fred Béraud-Dufour
- Costumes : Vincent Darré
- Coach linguistique : Maxence Lureau
- Pays d'origine : France
- Format : Couleurs
- Genre : Aventure
- Durée : 125 minutes
- Date de sortie : 2004

## Distribution
- Arielle Dombasle : Milady
- Asia Argento : Sally La Chèvre
- Martin Lamotte : Richelieu
- Julie Depardieu : Constance Bonacieux
- Nicole Courcel : Jeanne De Breuil
- Christopher Buchholz : Lord Buckingham
- Florent Pagny : D'Artagnan
- Guillaume Depardieu : Athos
- Frédéric Longbois : Porthos
- Éric Ruf : Aramis
- Daniel Olbrychski : Lord de Winter
- Azucena Caamano : La reine
- Stanislas Merhar : John Felton
- François Hadji-Lazaro : Jacob Mazel, Le bourreau de Béthune
- Bernard Nissille : Thomas Backson
- Dominique Marcas : la mère supérieure
- Massimo Gargia : un noble anglais
- Édouard Baer : le vicomte de Wardes (non crédité)
- Yannick Soulier : L'officier roux
- Lakshantha Abenayake : Saint-Galmier